# Zdena Hadrbolcová
Zdena Hadrbolcová (13. července 1937 Praha – 20. listopadu 2023 Praha) byla česká divadelní a filmová herečka, scenáristka a publicistka.

## Život
Zdena Hadrbolcová vystudovala francouzské gymnázium. Po absolutoriu DAMU působila po mnoho let v Divadle S. K. Neumanna v Praze–Libni (dnešní Divadlo pod Palmovkou). 
V letech 1972–1987 hrála rovněž v Divadle na okraji, kde v dramatizaci Hrabalových Postřižin ztvárnila postavu Maryšky. Působila zde nejen jako herečka, ale též jako autorka představení (Ach kdybyste věděli s jak okouzlující ženou jsem se seznámil v Jaltě, autorka dramatizace textů Antona Pavloviče Čechova, 1981; Lucius Annaeus Seneca: ... aneb Faidra). 
Od roku 1996 byla členkou Divadla Na zábradlí. 
V letech 1999 až 2004 hrála v Divadle komedie a v Rokoku, v letech 2004–2014 byla opět členkou Divadla Na zábradlí. Hostovala také v Divadle v Řeznické.
Její filmografie čítá 112 filmů a 18 televizních seriálů. V televizi hrála mimo jiné v seriálech Redakce a Ulice či filmech Už zase skáču přes kaluže, Výbuch bude v pět, Prachy dělaj člověka, František je děvkař nebo Miluji tě modře.
Pod vedením Ivana Vyskočila vyučovala na DAMU na katedře autorské tvorby.
V prosinci 2022 prodělala mrtvici a musela být hospitalizována. Zemřela 20. listopadu 2023.

## Filmografie (výběr)

### Film
- 1959 Probuzení (režie Jiří Krejčík)
- 1960 Černá sobota – role: nevěsta
- 1975 Páni kluci
- 1978 Hop – a je tu lidoop - role: Turečková
- 1979 Od zítřka nečaruji
- 1986 Drahá tetičko…! – role: tetička
- 1999 Návrat idiota
- 2006 Prachy dělaj člověka
- 2011  Sráči
- 2012 Probudím se včera
- 2013 Křídla Vánoc
- 2015 Celebrity s.r.o.
- 2017 Miluji tě modře
- 2019 Přes prsty

### Televize
- 1968 Bohouš (krátkometrážní TV film, komedie) – role: servírka, pokojská Miluše Metelková
- 1970 Už zase skáču přes kaluže
- 1979 Pátek není svátek
- 1984 Povídky malostranské – role: Slečna Máry
- 1986 Sardinky aneb Život jedné rodinky (TV seriál)
- 2004 Redakce (TV seriál)
- 2008 Pohádkové počasí
- 2008 František je děvkař
- 2009 Nespavost
- 2010 Škola princů
- 2011 Sráči
- 2005–2019 Ulice (TV seriál)  – role: pekařka Růžena Habartová
- 2017 Miluji tě modře

### Rozhlas
- 1992 Bohumil Hrabal: Svatby v domě, 13dílný seriál, četla Zdena Hadrbolcová, režie: Petr Adler

## Knihy
- Fejetony
- Paraple paní Černé, Praha: Melantrich, 1976 – detektivka (svým jménem kryla text Josefa Kostohryze)[5]
- Ach, kdybyste věděli, s jakou okouzlující ženou jsem se seznámil v Jaltě: o začátcích jednoho iluzívního divadla a iluzích jednoho slavného spisovatele. Praha: Dilia 1982

## Překlady
Kromě francouzštiny ovládala plynule angličtinu a italštinu. Pro Divadlo Na Zábradlí přeložila například hru irského dramatika Briana Friela Afterplay. 